# Епархия Райганджа
Епархия Райганджа (лат. Dioecesis Raigangensis) –   епархия Римско-католической церкви c центром в городе Райгандж,  Индия. Епархия Райганджа входит в митрополию Калькутты. Кафедральным собором  епархии Райганджа является собор святого Иосифа.

## История
8 июня 1978 года Римский папа Павел VI выпустил буллу Ut Pater et Pastor, которой учредил епархию Райганджа, выделив её из епархии Думки.  

## Ординарии епархии
- епископ Leo Tigga (8.06.1978 – 29.01.1986);
- епископ Alphonsus  (26.01.1987 – по настоящее время).

## Источник
- Annuario Pontificio, Ватикан, 2007
- Булла Ut Pater et Pastor, AAS 70 (1978), стр. 446  (лат.)